# 旭川市立愛宕中学校
旭川市立愛宕中学校（あさひかわしりつ あたごちゅうがっこう）は北海道旭川市豊岡に所在する公立中学校。
生徒399名（2024現在）

## 沿革
東陽中学校周辺の宅地造成により、生徒数が急増して校舎が対応できなくなった。1987年4月、旭川市議会で愛宕中学校設置条例可決された。7月に校舎建設工事が着工し、8月に屋内体育館工事も着工した。1988年4月に「旭川市立愛宕中学校」（生徒512名、13学級）が開校した。生徒の増加により1992年3月に校舎増築工事（1991年8月着工）が完成した
年表
- 1987年（昭和62年）- 旭川市議会で設置可決、校舎建設工事着工、屋内体育館工事着工[2]。
- 1988年（昭和63年）- 旭川市立愛宕中学校が開校[2]。
- 1989年（平成元年）- グラウンドが完成[2]。
- 1991年（平成3年）- 特殊学級を開設、上川教育局教育研究実践校に指定[2]。
- 1992年（平成4年）- 校舎増築工事完成[2]。
- 1998年（平成10年）- 上川管内教育実践表彰[2]。
- 2004年（平成16年）- 健康教育推進校優良賞を受賞[2]。
- 2018年（平成30年）- 文部科学大臣表彰（子どもの読書活動優秀実践校）[2]

## 教育目標
- 未来を拓く、創造性豊かな生徒[3]
  - 「徳」豊かな心をもつ生徒[3]
  - 「知」たしかな思考をする生徒[3]
  - 「体」すこやかな体をもつ[3]

## 学校行事
学校行事は以下の通り。
- 4月 - 1学期始業式、入学式、学力テスト
- 5月 - 修学旅行（3年）、遠足（1・2年）
- 6月 - 1学期期末テスト
- 7月 - 体育大会、1学期終業式、夏季休業
- 8月 - 2学期始業式
- 9月 - 学力テストA（3年）、学校祭、2学期中間テスト（1・2年）
- 10月 - 学力テストB（3年）、宿泊研修（2年）、2学期期末テスト（3年）
- 11月 - 学力テストC（3年）、学力テスト（1・2年）、三者面談（3年）、保護者懇談（1・2年）、2学期期末テスト（1・2年）
- 12月 - 2学期終業式、冬季休業
- 1月 - 3学期始業式、学年末テスト（3年）
- 2月 - 学力テスト（1・2年）、スキー授業（1・2年）、学年末テスト（1・2年）
- 3月 - 卒業式、修了式、学年末休業

## 部活動
体育部
- 野球部
- サッカー部
- 女子バレーボール部
- バスケットボール部（男子・女子）
- ソフトテニス部（男子・女子）
- バドミントン部

文化部
- 合唱部
- 美術部
- パソコン部

## 通学区域
通学区域は以下の通り。
- 豊岡4条10丁目 - 11丁目（10丁目は4番-7番）
- 豊岡5条10丁目 - 11丁目
- 豊岡6条10丁目 - 11丁目
- 豊岡7条4丁目 - 11丁目（4丁目は5番）
- 豊岡8条5丁目 - 11丁目
- 豊岡9条5丁目 - 11丁目
- 豊岡10条5丁目 - 11丁目
- 豊岡11条5丁目 - 11丁目
- 豊岡12条5丁目 - 11丁目
- 豊岡13条5丁目 - 9丁目
- 豊岡14条5丁目 - 9丁目
- 豊岡15条5丁目 - 8丁目
- 豊岡16条7丁目 - 8丁目
- 東旭川北1条1丁目 - 2丁目（2丁目は愛宕新川以西）
- 東旭川北2条1丁目
- 東旭川南1条1丁目 - 2丁目（2丁目は愛宕新川以西）
- 東旭川南2条1丁目 - 2丁目

## 出身小学校
校区によって出身小学校が異なる。
- 旭川市立愛宕小学校
- 旭川市立愛宕東小学校

## 交通アクセス
バス
- 旭川電気軌道「豊岡8の10」停留所下車、徒歩1分[1]。